# Дискографія Pantera
Дискографія американського метал-гурту Pantera включає 9 студійних альбомів, 4 міні-альбоми, 20 синглів, 4 відеоальбоми, 1 концертний альбом і 4 збірки.
Гурт утворився на початку 1980-х років і перші чотири студійні альбоми випустив на власному лейблі Metal Magic Records. Ці альбоми не мали великого успіху. Проривом для гурту став дебютний на мейджор-лейблі альбом Cowboys from Hell, що вийшов 1990 року та пізніше отримав платиновий статус від Американської асоціації звукозаписних компаній. Відеоальбом Cowboys from Hell: The Videos, який вийшов наступного року, містив відеокліпи з Cowboys from Hell, у США йому було присвоєно золотий статус.
Наступний альбом, також виданий на мейджор-лейблі, Vulgar Display of Power вийшов 1992 року і посів 44-те місце в Billboard 200, пізніше ставши двічі платиновим у США і один раз в Австралії. Сингли «Mouth for War» і «Walk» супроводжувалися відеокліпами, що 1993 року потрапили до відеоальбому Vulgar Video, який, подібно до попереднього альбому отримав платиновий статус у США. Після дворічних гастролей гурт випустив альбом Far Beyond Driven (1994), який дебютував на вершині американського чарту Billboard 200 і австралійського ARIA Charts, увійшов в кращу трійку хіт-парадів Швеції та Великої Британії, пізніше отримавши платиновий статус у США і Канаді. Реліз 1996 року — The Great Southern Trendkill — досягнув четвертого місця в Billboard 200, другої позиції в австралійському чарті ARIA і потрапив у п'ятірку найкращих у Фінляндії та Новій Зеландії. У США альбом отримав платиновий статус.
1997 року вийшов єдиний концертний альбом Pantera — Official Live: 101 Proof, який досягнув топ-20 у чотирьох країнах і отримав золотий статус у США. Того ж року гурт випустив відеоальбом 3 Watch It Go, що містив відеокліпи на всі сингли з Far Beyond Driven і кліп на пісню «Drag the Waters» з альбому The Great Southern Trendkill. 3 Watch It Go отримав платиновий статус у США. Наступний відеоальбом Pantera — 3 Vulgar Videos from Hell — вийшов в 1999 році і став платиновим у США та Австралії. 2000 року гурт випустив свій останній студійний альбом — Reinventing the Steel, який посів четверте в американському Billboard 200, друге місце в австралійському чарті ARIA і третє місце у Фінляндії. У 2003 році в США вийшла збірка "The Best of Pantera: Far Beyond the Great Southern Cowboys' Vulgar Hits!, яка містить пісні з альбомів гурту, що вийшли на мейджор-лейблах. Збірка посіла 38-ме місце в Billboard 200 і пізніше отримала платиновий статус у США. Того ж року Pantera розпалася, а її учасники сформували гурти Hellyeah, Damageplan, Down і Superjoint Ritual.

## Студійні альбоми
| Рік                                                                    | Альбом                                                                                  | Найвищі місця в чартах | Найвищі місця в чартах | Найвищі місця в чартах | Найвищі місця в чартах | Найвищі місця в чартах | Найвищі місця в чартах | Найвищі місця в чартах | Найвищі місця в чартах | Найвищі місця в чартах | Найвищі місця в чартах | Найвищі місця в чартах | Найвищі місця в чартах | Найвищі місця в чартах | Найвищі місця в чартах | Найвищі місця в чартах | Найвищі місця в чартах | Сертифікації                                                  |
| Рік                                                                    | Альбом                                                                                  | АВС                    | АВТ                    | БЕЛ                    | ВЕЛ                    | УГО                    | НІМ                    | ІТА                    | КАН                    | НІД                    | НОЗ                    | НОР                    | США                    | ФІН                    | ФРА                    | ШВА                    | ШВЕ                    | Сертифікації                                                  |
| ---------------------------------------------------------------------- | --------------------------------------------------------------------------------------- | ---------------------- | ---------------------- | ---------------------- | ---------------------- | ---------------------- | ---------------------- | ---------------------- | ---------------------- | ---------------------- | ---------------------- | ---------------------- | ---------------------- | ---------------------- | ---------------------- | ---------------------- | ---------------------- | ------------------------------------------------------------- |
| 1983                                                                   | Metal Magic - Вихід 10 червня - Лейбл: Metal Magic - Формати: LP, CS                    | —                      | —                      | —                      | —                      | —                      | —                      | —                      | —                      | —                      | —                      | —                      | —                      | —                      | —                      | —                      | —                      |                                                               |
| 1984                                                                   | Projects in the Jungle - Вихід 27 липня - Лейбл: Metal Magic - Формати: LP, CS          | —                      | —                      | —                      | —                      | —                      | —                      | —                      | —                      | —                      | —                      | —                      | —                      | —                      | —                      | —                      | —                      |                                                               |
| 1985                                                                   | I Am the Night - Вихід 16 серпня - Лейбл: Metal Magic - Формати: LP, CS                 | —                      | —                      | —                      | —                      | —                      | —                      | —                      | —                      | —                      | —                      | —                      | —                      | —                      | —                      | —                      | —                      |                                                               |
| 1988                                                                   | Power Metal - Вихід: травень - Лейбл: Metal Magic - Формати: LP, CD, CS                 | —                      | —                      | —                      | —                      | —                      | —                      | —                      | —                      | —                      | —                      | —                      | —                      | —                      | —                      | —                      | —                      |                                                               |
| 1990                                                                   | Cowboys from Hell - Вихід: 24 липня - Лейбл: Atco - Формати: LP, CD, CS                 | —                      | —                      | —                      | —                      | —                      | —                      | —                      | —                      | —                      | —                      | —                      | 117                    | —                      | —                      | —                      | 46                     | RIAA: Платиновий BPI: Золотий                                 |
| 1992                                                                   | Vulgar Display of Power - Вихід: 25 лютого - Лейбл: Atco - Формати: CD, CS, LP          | —                      | —                      | 196                    | 64                     | —                      | 69                     | —                      | —                      | —                      | —                      | —                      | 44                     | —                      | —                      | —                      | —                      | RIAA: 2x Платиновий ARIA: Платиновий BPI: Золотий MC: Золотий |
| 1994                                                                   | Far Beyond Driven - Вихід: 22 березня - Лейбл: East West - Формати: CD, CS, LP          | 1                      | 8                      | —                      | 3                      | 7                      | 7                      | —                      | 18                     | 47                     | 14                     | 14                     | 1                      | —                      | —                      | 21                     | 2                      | RIAA: Платиновий MC: Платиновий BPI: Золотий                  |
| 1996                                                                   | The Great Southern Trendkill - Вихід: 7 травня - Лейбл: East West - Формати: CD, CS, LP | 2                      | 14                     | 22/19                  | 17                     | 21                     | 33                     | —                      | 19                     | 61                     | 5                      | 14                     | 4                      | 4                      | —                      | 37                     | 7                      | RIAA: Платиновий BPI: Срібний                                 |
| 2000                                                                   | Reinventing the Steel - Вихід: 21 березня - Лейбл: East West - Формати: CD, CS, LP      | 2                      | 26                     | —                      | 33                     | 12                     | 18                     | 25                     | 8/33                   | 55                     | 10                     | 14                     | 4                      | 3                      | 21                     | 84                     | 27                     | RIAA: Золотий                                                 |
| «—» вказує на те, що реліз не був у чарті або не виходив у цій країні. |                                                                                         |                        |                        |                        |                        |                        |                        |                        |                        |                        |                        |                        |                        |                        |                        |                        |                        |                                                               |

## Збірки
| 1994                                                                   | Driven Downunder Tour '94 - Лейбл: East West - Формати: CD                              | —  | —   | —  | —  | —  |                               |
| 1996                                                                   | The Singles 1991–1996 - Лейбл: East West - Формати: 6×CD                                | 40 | —   | —  | —  | —  |                               |
| 2003                                                                   | The Best of Pantera - Вихід: 23 вересня - Лейбл: Rhino/Elektra - Формати: CD + DVD      | —  | 116 | 32 | 38 | 33 | RIAA: Платиновий BPI: Золотий |
| 2010                                                                   | 1990–2000: A Decade of Domination - Вихід: 30 березня - Лейбл: Rhino/Atco - Формати: CD | —  | —   | —  | —  | —  |                               |
| 2015                                                                   | History of Hostility - Вихід: 30 жовтня - Лейбл: Atco/Rhino - Формати: CD, LP           | —  | —   | —  | —  | —  |                               |
| «—» вказує на те, що реліз не був у чарті або не виходив у цій країні. |                                                                                         |    |     |    |    |    |                               |

## Концертні альбоми
| Рік  | Альбом                                                                               | Найвищі місця в чартах | Найвищі місця в чартах | Найвищі місця в чартах | Найвищі місця в чартах | Найвищі місця в чартах | Найвищі місця в чартах | Найвищі місця в чартах | Найвищі місця в чартах | Найвищі місця в чартах | Найвищі місця в чартах | Найвищі місця в чартах | Найвищі місця в чартах | Найвищі місця в чартах | Сертифікації  |
| Рік  | Альбом                                                                               | АВС                    | АВТ                    | ВЕЛ                    | УГО                    | НІМ                    | КАН                    | НІД                    | НОЗ                    | НОР                    | США                    | ФІН                    | ФРА                    | ШВЕ                    | Сертифікації  |
| ---- | ------------------------------------------------------------------------------------ | ---------------------- | ---------------------- | ---------------------- | ---------------------- | ---------------------- | ---------------------- | ---------------------- | ---------------------- | ---------------------- | ---------------------- | ---------------------- | ---------------------- | ---------------------- | ------------- |
| 1997 | Official Live: 101 Proof - Вихід 29 липня - Лейбл: East West - Формати: 2×LP, CD, CS | 19                     | 46                     | 54                     | 28                     | 84                     | 42                     | 59                     | 19                     | 36                     | 15                     | 16                     | 24                     | 32                     | RIAA: Золотий |

## Міні-альбоми
| Рік  | Подробиці                                               |
| ---- | ------------------------------------------------------- |
| 1993 | Walk - Лейбл: Atco - Формати: LP, CD                    |
| 1994 | Alive and Hostile E.P. - Лейбл: East West - Формати: CD |
| 1994 | Hostile Moments - Лейбл: Atco - Формати: LP             |
| 2006 | Rhino Hi-Five: Pantera - Лейбл: Rhino - Формати: ЦД     |

## Відеоальбоми
| Рік  | Альбом                                                                                 | Сертификації                      |
| ---- | -------------------------------------------------------------------------------------- | --------------------------------- |
| 1991 | Cowboys from Hell: The Videos - Вихід: 2 квітня - Лейбл: Elektra - Формати: VHS        | RIAA: Золотий                     |
| 1993 | Vulgar Video - Вихід: 16 листопада - Лейбл: Elektra - Формати: VHS                     | RIAA: Платиновий                  |
| 1997 | 3 Watch It Go - Вихід: 2 жовтня - Лейбл: Elektra - Формати: VHS                        | RIAA: Платиновий                  |
| 1999 | 3 Vulgar Videos from Hell - Вихід: 4 жовтня - Лейбл: Rhino Home Video - Формати: 2xDVD | RIAA: Платиновий ARIA: Платиновий |

## Сингли
| 1990                                                                   | «Cowboys from Hell»     | —  | —  | —  | —  | Cowboys from Hell                        |
| 1990                                                                   | «Cemetery Gates»        | —  | —  | —  | —  | Cowboys from Hell                        |
| 1990                                                                   | «Psycho Holiday»        | —  | —  | —  | —  | Cowboys from Hell                        |
| 1992                                                                   | «Mouth for War»         | —  | 73 | —  | —  | Vulgar Display of Power                  |
| 1992                                                                   | «This Love»             | —  | —  | —  | —  | Vulgar Display of Power                  |
| 1992                                                                   | «Hollow»                | —  | —  | —  | —  | Vulgar Display of Power                  |
| 1993                                                                   | «Walk»                  | —  | 35 | —  | —  | Vulgar Display of Power                  |
| 1994                                                                   | «I'm Broken»            | 49 | 19 | —  | 32 | Far Beyond Driven                        |
| 1994                                                                   | «Planet Caravan»        | —  | 26 | 21 | —  | Far Beyond Driven                        |
| 1994                                                                   | «5 Minutes Alone»       | —  | —  | —  | —  | Far Beyond Driven                        |
| 1994                                                                   | «Becoming»              | —  | —  | —  | —  | Far Beyond Driven                        |
| 1996                                                                   | «Drag the Waters»       | —  | —  | —  | —  | The Great Southern Trendkill             |
| 1996                                                                   | «Suicide Note Pt. I»    | —  | —  | —  | —  | The Great Southern Trendkill             |
| 1996                                                                   | «Floods»                | —  | —  | —  | —  | The Great Southern Trendkill             |
| 1997                                                                   | «Where You Come From»   | —  | —  | —  | —  | Official Live: 101 Proof                 |
| 1999                                                                   | «Cat Scratch Fever»     | —  | —  | 40 | —  | Саундтрек до фільму Детройт — місто року |
| 2000                                                                   | «Revolution Is My Name» | —  | —  | 28 | —  | Reinventing the Steel                    |
| 2000                                                                   | «Goddamn Electric»      | —  | —  | —  | —  | Reinventing the Steel                    |
| 2000                                                                   | «I'll Cast a Shadow»    | —  | —  | —  | —  | Reinventing the Steel                    |
| 2012                                                                   | «Piss»                  | —  | —  | 23 | —  | Vulgar Display of Power                  |
| «—» вказує на те, що реліз не був у чарті або не виходив у цій країні. |                         |    |    |    |    |                                          |

## Відеокліпи
| Рік  | Пісня                           | Режисер(и)      |
| ---- | ------------------------------- | --------------- |
| 1990 | «Cowboys from Hell»             | Пол Речмен      |
| 1990 | «Psycho Holiday»                | Пол Речмен      |
| 1990 | «Cemetery Gates»                | Пол Речмен      |
| 1990 | «Primal Concrete Sledge (live)» |                 |
| 1990 | «Domination (live)»             |                 |
| 1992 | «Mouth for War»                 | Пол Речмен      |
| 1992 | «This Love»                     | Кевін Керслейк  |
| 1992 | «Walk»                          | Пол Андерсон    |
| 1994 | «Planet Caravan»                | Майкл Бойдстан  |
| 1994 | «I’m Broken»                    | Уейн Ішам       |
| 1994 | «5 Minutes Alone»               | Уейн Ішам       |
| 1996 | «Drag the Waters»               | Даймбег Даррелл |
| 2000 | «Revolution Is My Name»         | Джим Ван Беббер |
| 2012 | «Piss»                          | Зак Мерк        |

## Саундтреки та інше
| Рік  | Матеріал                       | Альбом                                                                  | Пісня                                |
| ---- | ------------------------------ | ----------------------------------------------------------------------- | ------------------------------------ |
| 1992 | «Баффі — винищувачка вампірів» | Buffy the Vampire Slayer: Original Motion Picture Soundtrack            | «Light Comes Out of Black»           |
| 1994 | «Ворон»                        | The Crow — Original Motion Picture Soundtrack                           | «The Badge»                          |
| 1995 | «Байки зі склепу: Демон ночі»  | Tales from the Crypt: Demon Knight — Original Motion Picture Soundtrack | «Cemetery Gates (Demon Knight Edit)» |
| 1998 | «Стрейнджленд»                 | Strangeland — Original Motion Picture Soundtrack                        | «Where You Come From»                |
| 1999 | «Детройт — город року»         | Detroit Rock City — Original Motion Picture Soundtrack                  | «Cat Scratch Fever»                  |
| 2000 | «Важкий метал 2000»            | Heavy Metal 2000 — Original Soundtrack                                  | «Immortally Insane»                  |
| 2000 | «Nativity in Black»            | Nativity in Black II: A Tribute to Black Sabbath                        | «Electric Funeral»                   |
| 2000 | «Дракула 2000»                 | Dracula 2000 — Music from the Dimension Motion Picture                  | «Avoid the Light»                    |
| 2001 | «Губка Боб Квадратні Штани»    | SpongeBob SquarePants: Original Theme Highlights                        | «Pre-Hibernation»                    |
| 2003 | «Dallas Stars: Greatest Hits»  |                                                                         | «Puck Off»                           |